# Adrian Falub
Adrian Falub, né le 8 juillet 1971 à Dej en Roumanie, est un footballeur et entraîneur de roumain, qui évoluait au poste de Milieu défensif.

## Palmarès

### Joueur
- Avec l'Universitatea Cluj :
  - Champion de Roumanie de D2 en 1992
- Avec le Național Bucarest :
  - Vice-Champion de Roumanie en 2002

### Entraîneur
- Avec l'Universitatea Cluj :
  - Champion de Roumanie de D2 en 2007
  - Finaliste de la Coupe de Roumanie en 2015

- Avec le Unirea Alba Iulia :
  - Champion de Roumanie de D2 en 2009

- Avec le FCM Târgu Mureș :
  - Champion de Roumanie de D2 en 2010